# 皮埃尔·罗西耶

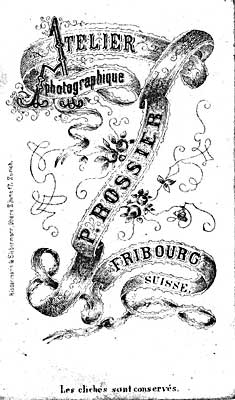
皮埃尔·罗西耶位于弗里堡的摄影工作室的标志

皮埃尔·约瑟夫·罗西耶（法語：Pierre Joseph Rossier，1829年7月16日—1886年10月22日）是一位利用蛋白印相工艺进行摄影的瑞士摄影先驱。第二次鸦片战争期间，罗西耶受委托前往亚洲，原本计划记录英法联军的对华远征，但是未能如愿。此后，罗西耶在亚洲停留了数年，期间拍摄了中国、菲律宾、日本、暹罗等国最早的商业摄影作品，在日本作为首位专业摄影家，培训了上野彦馬、前田玄造、堀江鍬次郎等日本第一代摄影家。返回欧洲后，罗西耶在瑞士弗里堡和艾因西德伦成立了摄影工作室，陆续又拍摄了部分作品。罗西耶在早期摄影史上具有不可忽视的地位。这一评价不仅是基于其本人的作品，也是出于他对日本早期摄影的重要影响。

## 身份和出身
长期以来，罗西耶的身份不甚明确，记录中甚至只知道他的姓氏是罗西耶，连“皮埃尔”的名字都不清楚。罗西耶有时被称为“P·罗西耶”，也有时被称为“M·罗西耶”。保存于弗里堡镇的文献显示，他的全名为皮埃尔·约瑟夫·罗西耶，而“M·罗西耶”中的M可能来源于法语中的敬语“先生”（Monsieur）。罗西耶曾被长期误认为是法国人:167；当他在日本时，还被称为“英国佬”。然而，近期的研究显示，罗西耶是瑞士人，1829年7月16日出生于瑞士弗里堡州的蒙塔尼，在家中十个孩子中排行第四。罗西耶16岁那年，成为附近村中的老师。1855年，他获发护照，前往法国和英国，从事摄影师的工作。
来到英国后不久，罗西耶受内格雷迪和赞布拉公司委托，前往中国，计划拍摄第二次鸦片战争（1858年-1860年）。公司可能认为罗西耶的瑞士国籍对于这样一次旅程十分重要，原因是瑞士的中立身份可能会为他在寻求登上英法战舰的过程中提供便利。

## 在亚洲的摄影经历

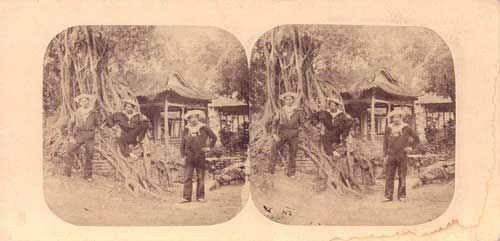
在广州的法国水手（立体照片），摄于1858年，采用蛋白法银盐工艺

1858年，罗西耶来到香港，开始在广州及其附近拍摄；也有说法称罗西耶于1857年至1859年在中国，但是细节不详:146。1859年11月，内格雷迪和赞布拉公司公开发表了一组50张罗西耶的作品，其中包括部分立体照片，在当时的摄影杂志上获得了好评。1858年-1859年前后，罗西耶前往菲律宾，拍摄了塔阿尔火山。1859年，罗西耶到达日本，先后在长崎、横滨、江户等地作为日本首位专业摄影家从事拍摄:167，其中包括1859年夏天在长崎为菲利普·弗兰兹·冯·西博尔德之子亚历山大·冯·西博尔德和一组锅岛氏武士拍摄的人像照片，现藏于长崎西博尔德纪念馆:22。
1860年6月27日，罗西耶到达上海，可能是为了采购摄影相关化学药品，也可能是为了尝试获取许可，以陪同英法联军对华远征，完成他记录第二次鸦片战争的计划。然而，就在六月中，英军和法军已分别在大连湾和芝罘附近集合:17。两方部队均已雇佣了摄影师。英军由费利斯·比特和约翰·帕皮伦陪同；法军则安排了安东尼·福舍里和杜宾（法語：Du Pin）中校陪同，还可能包括路易斯·罗格朗。帕皮伦在广州到大沽口炮台间拍摄了一些照片，但是因病提前撤离，未能完整完成任务。福舍里的照片未能被明确识别出来，但是很可能包括24张法军在广州、上海、天津、北京等地的立体照片。没有发现杜宾中校和罗格朗拍摄的记录:6-7。
尽管罗西耶未能如愿加入他原本计划记录的军事行动，他在东亚又停留了一段时间。1860年10月，罗西耶回到长崎，受时任英国领事乔治·S·莫里森委托，以70美元的价格拍摄了长崎港的照片。这一数字非常可观，作为对比，14年后的另一宗照片交易中，内田九一的一套500张照片以250美元的价格成交，相当于一位薪水丰厚的外国顾问月薪的3/4:20:137-138。在一封1860年10月13日寄出的信中，莫里森写道：“……考虑到罗西耶先生另有他事，……并且他不是专门贩卖照片的商人，我没有讨价还价的余地。”罗西耶在日本拍摄的照片还出现于施美夫所著的书中以及一些平版印刷出版物:49。1861年，伦敦新闻画报刊登了若干版画，反映中国的日常生活，图案取自罗西耶的摄影作品:119。罗西耶的照片被内格雷迪和赞布拉公司用于宣传，其中一张《盛装的日本女人》成为日本第一张公开的商业摄影作品，同时也是日本最早的手工上色的照片:47,49,fig. 45。

## 摄影教学

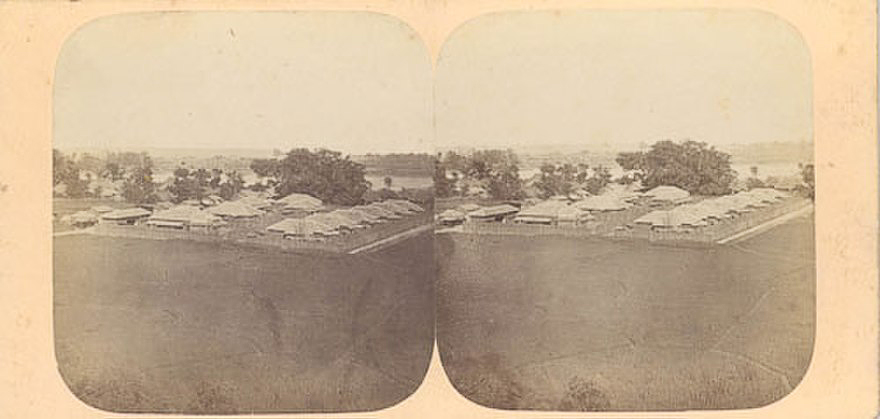
横滨风景（立体照片），摄于1859年，采用蛋白法银盐工艺

罗西耶首次抵达日本是在1859年，当时的日本九州地区，特别是长崎附近，正在进行早期的摄影实验。长崎是兰学的中心，学习西方科学的氛围十分浓厚。在长崎，来自西方的医生不仅向日本学生传授医学，还会传授化学和摄影:18,20-21。然而，这些非专业摄影师教学过程中，拍摄经常失败，即使按照随摄影设备进口的说明书也无法冲印出令人满意的照片:21-22。尽管如此，上野彦馬、前田玄造、堀江鍬次郎等人仍在这一过程中学习了湿版火棉胶摄影的原理:21-22。
罗西耶抵达日本后，由前田玄造担任摄影助手。在这一过程中，前田玄造也向罗西耶学习。前田玄造和其他学生陪同罗西耶在长崎附近拍摄了僧侣、乞丐、一场相扑比赛的观众、外国人居留区，以及前述西博尔德和武士们的照片。罗西耶认为，之前非专业摄影师的教学屡屡失败的原因是缺少必须的化学药品。罗西耶写了一封信，为前田玄造推荐了一个在上海的采购摄影装置和化学药品的渠道，前田玄造等人通过这一渠道采购了镜头、化学药品和蛋白纸:21-22。利用这批材料，前田玄造等人于1860年10月28日在福冈成功拍摄了一张照片:22。
在这一时期，上野彦馬和堀江鍬次郎也从罗西耶处得到了摄影方面的指点。上野彦馬原本希望同时学习摄影实践和相机制造，在罗西耶的指导下，上野彦馬决定从事摄影职业，但是同时放弃了自行制造相机的念头。数月后，上野彦馬和堀江鍬次郎购买了法国的相机和化学药品，标志着二人开始了独立摄影工作:22。罗西耶也由此成为十九世纪日本最重要的摄影先驱之一，尽管罗西耶在日本逗留的时间十分短暂，流传下来的作品也是寥寥，但是他对于日本摄影的影响十分深远:167。

## 其他工作和影响

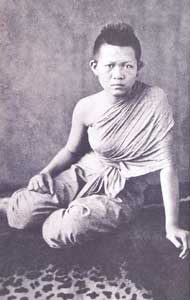
暹罗女人像，摄于1861年，采用蛋白法银盐工艺

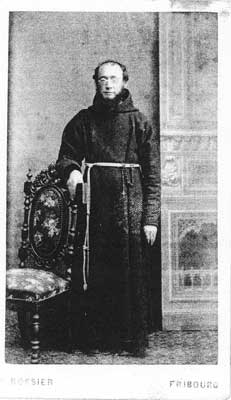
弗里堡的神父，摄于1860年代，采用蛋白法银盐工艺

1861年，罗西耶抵达暹罗，协助一位法国动物学家，记录其科学探险，其中一组30张立体照片基本可确认由罗西耶拍摄，由内格雷迪和赞布拉公司于1863年发表:49。1862年2月，在回到欧洲前，罗西耶又来到上海，将其相机和其他摄影装备全部出售，包括桃花心木制作的折叠相机，以及人像镜头。风光镜头、三脚架和（被描述为“刚从伦敦进口的”）摄影用化学药品:49。
1862年初，罗西耶回到瑞士，在弗里堡和艾因西德伦经营摄影工作室。期间，罗西耶拍摄了大量立体照片和名片格式照片，题材包括人像和瑞士风光。若干瑞士机构和私人收藏中包括了罗西耶在瑞士的风光作品。1871年，弗里堡法语报纸《自由报》上刊登的广告出现了罗西耶拍摄的宗教艺术作品:120。1865年10月，罗西耶和一位名为凯瑟琳的女子结婚，凯瑟琳1866年7月诞下一子。1867年4月4日，凯瑟琳逝世。1872年，罗西耶申请护照前往法国，在当地也拍摄了照片。1871年至1884年中的某个时间，罗西耶第二次结婚，结婚对象是摄影工作室的房东的女仆。他们的儿子出生于1884年3月16日，在沃韦经营一家小餐馆，逝世于1927年。罗西耶本人于1886年10月22日在巴黎逝世，終年57歲。
罗西耶拍摄了中国和日本等国最早的商业摄影作品。罗西耶多次抱怨天气对摄影中使用的化学药品造成了不利影响，一部分他拍摄的底片可能在从亚洲到伦敦的路途上被损坏，这些因素使得他的作品非常罕见。尽管如此，他在亚洲的早期摄影史上仍具有不可忽视的地位。在罗西耶1859年抵达日本前，学生们还在研究如何拍摄令人满意的照片，而罗西耶的经验、教导和购买化学药品的渠道对于日本早期摄影发展具有重要影响。